# 乗松雅休
乗松 雅休（のりまつ まさやす、文久3年7月12日（1863年8月25日） - 大正10年（1921年）2月12日）は、日本のプロテスタント最初の海外宣教師。

## 生涯

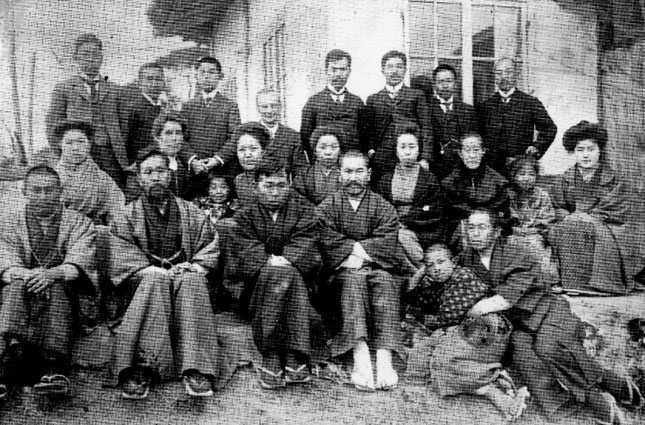
乗松雅休、ブランド夫妻、乗松由信、1912年の朝鮮水原

伊予松山藩士の子供として生まれた。旧制松山中学を卒業して20代で上京して神奈川県庁に就職。1887年日本基督公会で、稲垣信牧師から洗礼を受けた。その後、明治学院に入学したとされるが、乗松の在学を証明する証拠はない。神学生時代、乗松は日本基督教会で奉仕していた。
1888年11月、イギリスから来日したプリマス・ブレザレンの宣教師ハーバード・ブランドは教会組織や信条を拒否する活動を開始していた。1889年10月以降、ブランドは聖餐を伴う礼拝を始め、キリスト同信会が誕生する。日本基督教会からの離脱者が相次ぐ中、乗松は1890年頃にブランドと接触する。後に、大阪、紀州、江川、北越、信州で伝道した。
1896年日清戦争が終わると、12月に単身で朝鮮に渡る。日本人初の海外宣教師である。1898年にはブランド夫婦も朝鮮で伝道を開始する。当初はブランドの支援を受けていたが、朝鮮の人々の輪に入るためにブランドの支援を断って水原に移住する。ブランド・首藤新蔵らとソウルでローマ書を翻訳し、1899年9月9日に『新約聖書羅馬書』として出版した。
乗松は、自ら朝鮮人たらんとして土着化の伝道に努めた。1903年、浅田洋次郎は乗松宅を訪ねた時の様子を「水原の乗松兄の寓居を訪ねて感動せり。衣服も食器も悉く、その頃4～5歳の由信さんに朝鮮語のみを教え、日本語を教えなさらぬを知りて驚けり」と伝えている。
1904年の日露戦争勃発に伴って一時帰国するが、再び朝鮮に渡り伝道を続ける。1908年、夫人は幼い子ども4人を残して33歳の若さでこの世を去った。長年貧困と闘いながら伝道活動を続けてきた乗松の身体は結核に犯されており、療養のため1914年に帰国する。1921年月、小田原で死去。享年57歳。遺言により白洋舍の創設者五十嵐健治らが朝鮮に遺骨を運んだ。
現在も韓国に「生きるも主のため、死ぬのも主のため」と書かれた乗松の記念碑がある。朝鮮解放後、日本人の碑は全て破壊されたが、乗松の碑とライ病救済に携わった日本人の碑だけは破壊されなかったという。
建築家の大野幸の父方の祖母の叔父にあたる。

## 記念碑
乗松の祈念碑には以下の文章が刻まれている。
　　　　　生為主死為主始為人終為人其生涯忠愛己帯主使命而舎

　　　　　其一切所有夫婦同心伝福音於朝鮮数十年風霜其苦何如

　　　　　心肺疼痛皮骨凍飢手足病敗其於朝鮮犠牲極矣然動静惟

　　　　　頼主甘苦不改楽其生涯祈祷与感謝也得我多兄弟同会于

　　　　　主主名得栄其生涯苦而亦栄矣臨終口不絶朝鮮兄弟願遺

　　　　　其骨於朝鮮此所以為我等之心碑而至於主再臨之日也与